# Újpest FC
Újpest Football Club ali na kratko Újpest je madžarski nogometni klub iz Újpesta, predmestja Budimpešte. Ustanovljen je bil 16. junija 1885 in aktualno igra v 1. madžarski nogometni ligi.
Z domačih tekmovanj ima Újpest 20 naslovov državnega prvaka in 21 naslovov državnega podprvaka, 10 naslovov prvaka in 6 naslovov podprvaka madžarskega pokala in 3 naslove prvaka madžarskega superpokala. Z mednarodnih tekmovanj pa so vidnejši rezultati Újpesta 2 naslova prvaka (1929, 1939) in 1 naslov podprvaka (1967) pokala Mitropa, 1 naslov prvaka Pokala Narodov (predhodnika Lige prvakov) iz leta 1930, 1 naslov podprvaka pokala evropskih medmestnih sejmov (1968/69), doseg polfinala Lige prvakov v sezoni 1973/74 ter doseg polfinala pokala pokalnih prvakov v sezoni 1961/62.
Domači stadion Újpesta je Szusza Ferenc Stadion, ki sprejme 14.817 gledalcev. Barvi dresov sta vijolična in bela. Nadimek nogometašev je Lilák ("Vijolični").

## Rivalstvo
Újpest ima rivalstvo z budimpeškimi klubi, kamor spadajo Ferencváros, MTK in Honvéd Budimpešta ter s provincialnima kluboma, Debrecenom in Diósgyőrjem.